# Platysteira concreta
El batis carunculado ventrigualdo (Platysteira concreta) es una especie de ave paseriforme de la familia Platysteiridae propia de África Occidental.

## Distribución y hábitat
Se encuentra en Sierra Leona, Guinea, Liberia y Costa de Marfil.
Sus hábitats naturales son los bosques húmedos tropicales.